# Muzaffer Ayata
Muzaffer Ayata (* 1. Januar 1956 im Dorf Tezharap/Üstüntaş im Landkreis Siverek, Provinz Urfa) ist ein Führungsfunktionär der Arbeiterpartei Kurdistans.
Muzaffer Ayata verbrachte nach eigenen Angaben eine glückliche Kindheit in der ländlichen Südosttürkei. Im Alter von fünf Jahren ging er in die Kreisstadt Siverek zur Grundschule. Dort lernte er Türkisch und von Freunden Zazaki. Ayata absolviert in der Folge die Mittelschule und das Gymnasium und schreibt sich in Ankara zum Studium ein. Dort lernt er Abdullah Öcalan kennen, den er als „natürlichen Führer“ betrachtet. Im dritten Studienjahr 1978, ein Jahr heftiger innenpolitischer Turbulenzen und gewalttätiger Auseinandersetzungen, gibt er sein Studium auf und „geht nach Kurdistan“.
Am 17. März 1980 wird Ayata gefasst und erduldet im einmonatigen Polizeigewahrsam erhebliche Folter. Anschließend wird er zur Untersuchungshaft nach Diyarbakır überstellt. Insbesondere die Haftbedingungen in der Anfangszeit beschreibt er in seinem im PKK-Verlag erschienenen Buch „Tarihe ateşten bir sayfa: Diyarbakır zindanı“ als Barbarei und Folter.
Seine Verhandlung vor der Großen Strafkammer in Diyarbakır beginnt April 1981 und endet 1982 oder 1983 mit einem Todesurteil. In der automatischen Revisionsverhandlung vor dem Yargıtay wird das Urteil 1986 bestätigt. Die Vollstreckung des Urteils droht bis zum Jahre 1990. Dann wird sie in 40 Jahre Haft umgewandelt.
Im Alter von 45 Jahren nach Verbüßung von mehr als 20 Jahren Haft wird Ayata aus der Haft entlassen. Er schließt sich der kurdischen HADEP und verlässt im Jahre 2002 die Türkei und geht nach Deutschland, da der Vollzug der Reststrafe droht. Ayatas Asylantrag wird abgelehnt. Er erhält eine Duldung.
In Deutschland wird Ayata wegen Rädelsführungsschaft in der PKK angeklagt und im April 2008 zu einer Haftstrafe von drei Jahren und sechs Monaten verurteilt. Die Türkei beantragt seine Auslieferung. Oktober 2009 wird Ayata aus der Haft entlassen.

## Bücher
- Savunmam. Hak ve Adaletten vazgecmeyecegim. Neuss 2009
- Tarihe ateşten bir sayfa: Diyarbakır zindanı. 1999

| Personendaten    | Personendaten                   |
| ---------------- | ------------------------------- |
| NAME             | Ayata, Muzaffer                 |
| KURZBESCHREIBUNG | Führungskader der PKK           |
| GEBURTSDATUM     | 1. Januar 1956                  |
| GEBURTSORT       | Landkreis Siverek, Provinz Urfa |